# A Partida e o Norte
"A Partida e o Norte" é o primeiro single do cantor brasileiro Estêvão Queiroga, lançado em 1 de julho de 2016. Terceira faixa do álbum Diálogo Número Um, foi escrita por Estêvão Queiroga e Jayme Alves. A música, com influências do folk rock, é baseada na vida do cantor, com base nas dificuldades e envelhecimento.
A música conta com um dueto com Paula Queiroga. Além dela, Ocidéia Queiroga, Olímpio Queiroga Jr., Olímpio Neto, Blacy Gulfier, Samuel Silva, Marcos Romera, Jefté Salles, Pedro Anversa colaboram na declamação da poesia na faixa.
A música estreou na trigésima segunda posição no chart de músicas do iTunes, ficando dois dias entre as músicas mais ouvidas na lista. Na plataforma de streaming Spotify, esteve no TOP 50 viral. Sua versão em videoclipe foi lançada simultaneamente, alcançando destaque maior.

## Posição em listas
| País   | Posição |
| ------ | ------- |
| Galiza | 12      |

## Ficha técnica
- Estêvão Queiroga - vocais, pé, violão
- Paula Queiroga - vocais, poesia
- Samuel Silva - poesia
- Jefté Sales - poesia
- Ocidéia Queiroga - poesia
- Olímpio Queiroga Jr. - poesia
- Olímpio Neto - poesia
- Blacy Gulfier - poesia
- Marcos Romera - poesia
- Pedro Anversa - poesia